# Casa de Moneda de la República Argentina

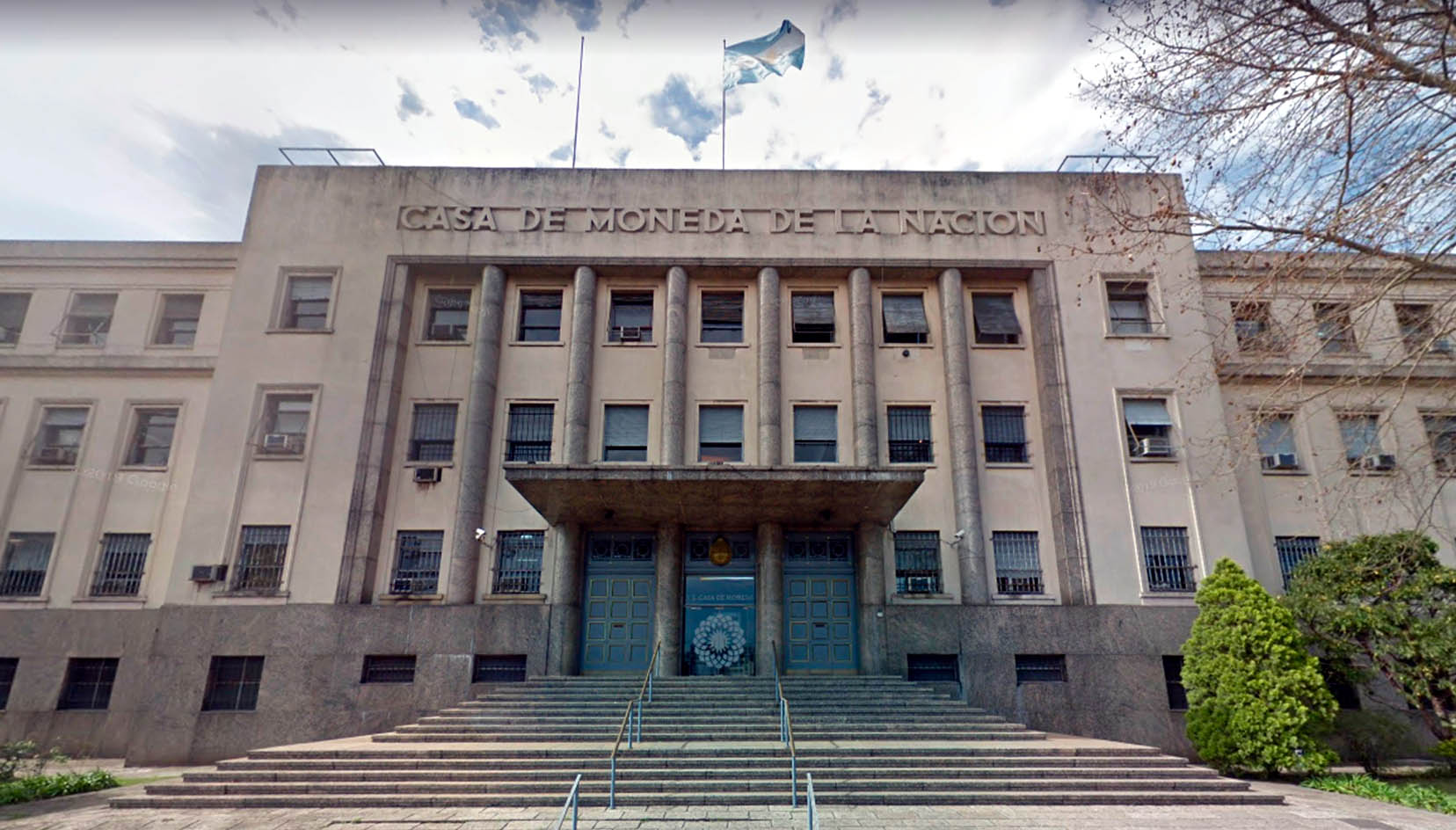

De Casa de Moneda de la República Argentina is het nationale munthuis van Argentinië in Buenos Aires. De Munt valt onder het Argentijnse ministerie van Economie en werd gesticht in 1875 als Casa de Moneda de la Nación. Sinds 1944 is de Munt gevestigd aan de Avenida Antártida Argentina. Het munthuis dat tot 1914 werd gebruikt aan de Calle Defensa is het Muntmuseum. De Munt slaat de munten en drukt de bankbiljetten van de Argentijnse peso.